# Yeniköy, Sarıyer
Yeniköy là một xã thuộc huyện Sarıyer, tỉnh Istanbul, Thổ Nhĩ Kỳ.